# Manduca lichenea
Manduca lichenea is een vlinder uit de familie van de pijlstaarten (Sphingidae). De wetenschappelijke naam van de soort werd in 1855 gepubliceerd door Hermann Burmeister.